# Antoninus Pius
Titus Aelius Hadrianus Antoninus Pius, född 19 september 86 i Lanuvium, död i sjukdom 7 mars 161 i Lorium, var romersk kejsare från 10 juli 138 till sin död. Hans regeringstid var en lång period av inre fred i riket, och han brukar räknas som en av de "fem goda kejsarna".  
Han var gift med Annia Galeria Faustina (d.ä.) och hade två söner och två döttrar. Dottern Annia Galeria Faustina (d.y.) gifte sig med Marcus Aurelius. Efter makans död hade han ett livslångt förhållande med Galeria Lysistrate. På Forum Romanum i Rom finns lämningarna av Antoninus Pius och Faustinas tempel. 
Hans ursprungliga namn var Titus Aurelius Fulvus Boionus Arrius Antoninus, vilket ändrades till Imperator Titus Aelius Caesar Antoninus när han adopterades av kejsar Hadrianus. Som kejsare tog han namnet Imperator Caesar Titus Aelius Hadrianus Antoninus Augustus med tillägget Pius kort efter makttillträdet.

## Vägen till makten
Pius familj kom ursprungligen från Nemausus i Gallien, men hade sedan länge en ledande position i Rom. Hans farfar hade varit konsul två gånger och hans far, Titus Aurelius Fulvus, en gång (år 89). Han växte upp i Lorium, ett släktgods i södra Etrurien, som han blev mycket fäst vid. Hans far dog när han var ung, så Pius uppfostrades först av sin farfar och sin morfar. När de dog gjorde arvet honom till en av Roms rikaste män.

### Hadrianus adoptivson
Antoninus Pius beskrivs som lugn, plikttrogen och ordningsam, men utan några större ambitioner. Han genomförde inga större omvälvningar under sin tid som kejsare, utan bevarade det han fått från sina föregångare. Hadrianus var egentligen mer intresserad av sin unge släkting Marcus Annius Verus (den framtida Marcus Aurelius) och såg antagligen Pius som en god förvaltare i väntan på att Marcus Annius Verus skulle mogna. Det intrycket förstärks när man betänker att Pius var 51 år gammal när han blev adopterad och bara hade ett barn kvar, dottern Annia Galeria Faustina (d.y.) som gifte sig med Marcus Aurelius. Pius skulle dock bli långlivad och regera längre än någon kejsare gjort sedan Augustus. Adoptionen var en invecklad historia. Samtidigt som Hadrianus adopterade Pius, så adopterade Pius i sin tur den blivande Marcus Aurelius samt Lucius Ceionius Commodus, som var son till Hadrianus förstaval till efterträdare (som också hette Lucius Ceionius Commodus) som dött två månader tidigare.

## Antoninus Pius som kejsare

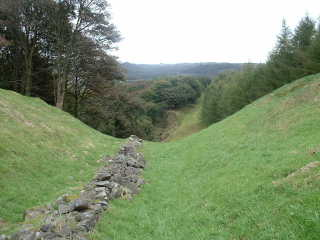
Rester av Antoninus mur.

När Hadrianus dog den 10 juli 138 blev Pius kejsare. Antoninus Pius blev snabbt populär i senaten, bortsett från ett gräl då senaten till en början vägrade ge den i senaten hatade Hadrianus gudomliga hederstitlar efter hans död. Han stiftade lagar som skyddade slavar mot övergrepp. De två förräderimål som kom upp under hans tid som kejsare sköttes inom rättsapparaten. Hans ledarstil var pragmatisk och byggde till stor del på konsensuskapande. Även om han var mycket rik gjorde han sig inte känd för att ha en extravagant livsstil.
Pius styrde riket från huvudstaden eller från sitt palats i Lorium och undvek långa resor, vilket hade fördelen att han alltid var i mitten av rikets underrättelsesystem. Även om inga större krig förekom tog han beslutet att erövra södra Skottland. Hadrianus mur övergavs och Antoninus mur byggdes norröver. Därefter följde problem i Mauretania och Germanien, uppror i Egypten, Judéen och Grekland samt strider med daker och alaner. Den romerska armén var dock så fruktad att det oftast räckte med diplomati och vapenskrammel för att lösa konflikter. Till exempel räckte det med ett brev från Pius för att hindra kungen av Partien från att anfalla Armenien.
Antoninus Pius dog den 7 mars 161 i Lorium. Enligt sin biografi blev han magsjuk efter att ha ätit för mycket ost, varefter han kräktes och fick hög feber. Han hade varit en mycket populär kejsare och hyllades storslaget efter sin död.